# RR-400
A  RR-400 é uma rodovia brasileira do estado de Roraima. Essa estrada intercepta a BR-174.
Está localizada na região Nordeste do estado, atendendo ao município de Pacaraima, numa extensão de 11 quilômetros. A rodovia cruza a terra indígena São Marcos, dando acesso à Pedra Pintada, importante monumento natural e ponto turístico do estado.